# 川嶋あい On The Street
川嶋あい On The Street（かわしまあいオン・ザ・ストリート）は、	2004年10月から2022年3月までかしわプロダクション制作、一部AMラジオ局で放送されていたラジオ番組である。

## 番組内容
川嶋あいの冠番組で、リスナーからの投稿をもとに川嶋がトークをする番組。基本的に番組は川嶋一人で進行するが、ゲストを招いてトークを行うこともある。ゲストには川嶋と同じ所属事務所「つばさレコーズ」の所属シンガーソングライターを招くことが多く、特にericaは番組の準レギュラー的に年数回登場し、番組の最多ゲスト出場回数記録を保持している。
番組の最後は川嶋の曲で締めくくるのが決まりとなっており、またリクエストも川嶋の曲が大半を占める。
2022年3月第2週放送分で放送終了が公表され、17年半の放送に幕を降ろした。

## 主なコーナー
川嶋スポーツクラブ
川嶋へのマラソンに関する質問、スポーツや健康に関する事。
明日の料理
食に関する話題、出来事等。
ジャッジメント
世の中のあらゆる物事に対し、リスナーから番組ツイッターやメールから意見を募集し、川嶋が独断でジャッジする。
川嶋旅行代理店
リスナーから寄せられた名所、街などの情報を紹介。
プレイバック820
毎年8月20日に開催されるコンサートについて、川嶋がリスナーから寄せられたメッセージを元に思い出やエピソード等を語る。
あいの映画あいあい
川嶋やリスナーのおすすめの映画を紹介。
Self liner notes（セルフ・ライナー・ノーツ）
川嶋が自身の曲に対して、作った経緯や、曲の詞などについて解説する。
あいの種のタネ
リスナーが、川嶋以外のアーティストの曲を川嶋に薦め、リクエストをかけてもらう。このコーナーに関しては、理由付けしていないと曲をかけてもらえない。
何でもランキング
世の中のありとあらゆる物に対して、川嶋独自の見解によって、ベスト3形式でのランキング付けを行う。
川嶋ブックセンター
エッセイや小説など、川嶋が勧める漫画以外の本を一冊紹介する。
川嶋まんが道場
川嶋がお勧めの漫画を紹介する。
Ai got mail（アイ・ガット・メール）
番組のメインコーナー。リスナーからのお便りを読み、川嶋がトークを行う。稀に、このコーナーでリスナーと電話トーク（逆電）を交わすこともある。
突撃アポなし
川嶋が事前のアポイントメントなしにリスナーへ電話し、トークを交わすコーナー。2007年には「三重県の一郎」と名乗る人にかけたところ、電話に出たのは鳥羽一郎だった、というエピソードがある（このことは後年、川嶋自身もこの番組で思い出に残っていることとして挙げている）。なお、2010年には鳥羽の弟・山川豊とともに放送300回を祝うメッセージが流されている。

## ネット局
番組終了時点
放送時間はJST。放送時間の早い順から記載。
| 放送対象地域 | 放送局名        | 放送時間                         | 備考             |
| ------------ | --------------- | -------------------------------- | ---------------- |
| 秋田県       | 秋田放送（ABS） | 毎週土曜 10:00 - 10:45           | [ 注釈 1 ] [ 2 ] |
| 静岡県       | 静岡放送（SBS） | 第1 - 第2、第5日曜 17:40 - 17:55 | [ 3 ] [ 注釈 2 ] |
| 山口県       | 山口放送（KRY） | 毎週日曜 22:30 - 23:00           | [ 注釈 3 ]       |

過去
- IBC岩手放送
- HBCラジオ（北海道放送）[注釈 4]
- STVラジオ[注釈 4]
- 青森放送
- 山形放送
- 東北放送
- 新潟放送[注釈 5]
- 栃木放送
- 茨城放送
- 山梨放送
- 信越放送[注釈 6]
- 北日本放送
- 北陸放送
- 福井放送
- 東海ラジオ[注釈 7]
- ぎふチャン
- ラジオ大阪[注釈 8]
- ラジオ関西
- 山陰放送
- 山陽放送
- 中国放送
- 西日本放送
- 四国放送
- 高知放送
- RKB毎日放送[注釈 9]
- 九州朝日放送[注釈 9]
- NBCラジオ佐賀
- 大分放送
- 南日本放送
- 熊本放送[注釈 10]

## 使用曲・BGM
- 川嶋スポーツクラブ - ガールフレンド（アヴリル・ラヴィーン）
- 明日の料理 - オリジナル
- Self liner notes - 不明
- ジャッジメント - Judgement（『空はここにある』 c/w）
- 川嶋旅行代理店 - さすらい（奥田民生）
- あいの映画あいあい - The Power of Love（ヒューイ・ルイス&ザ・ニュース）[注釈 11]

## 番組独自の挨拶
ネット各局の都合上、午前中や昼過ぎ、夜間に放送するなど様々であるため、番組独自で一日中使っても良い挨拶を考えている。
毎年あいさつを変えているが、概ね12月の第3週目（放送時期によっては第4週目）の放送の「ジャッジメント」でその挨拶の募集を行い、翌年の第1週目（ゲストコーナーなどで第1週目に放送できない場合や放送時期によっては第2週目）の「ジャッジメント」で具体的な候補を発表し、その次の週の川嶋の冒頭のあいさつで、その年のあいさつ文が決定する。
これまで使われた挨拶は以下の通り。
- ジャンボ（2005年）
- ンチャハッピー（2006年）
- アロハロ（2007年）
- ケロチュー（2008年）
- ドラキュー（2009年）
- トラッキー（2010年）
- ぴょんぴょん（2011年）
- らんらん（2012年）
- テンテン（2013年）
- ワンワン（2014年）
- ハレルヤー（2015年）
- クローバー（2016年）
- よかネー（2017年）
- ワンダフル（2018年）
- ゴーゴー（2019年）
- フレーワー（2020年）
- オイサー（2021年）
- ニンニン（2022年）

## その他
- 川嶋が仕事でニューヨークに行っていた時、現地で番組の収録を行ったことがある。
- 基本的に、番組の収録等は非公開となっているが、2009年5月に東海ラジオ特設スタジオ（本社9F会議室）にて、事前応募で選ばれた25組50名を招待して公開録音を行ったこともある。理由は、東海ラジオ限定でスポンサーに付いているトヨタ名古屋自動車大学校が愛知県にあるため（北陸放送・静岡放送・岐阜放送にもスポンサーとして付いていたが、2009年末の放送分を以て降りている）。なお、公開録音に先立ち、当日川嶋は東海ラジオのローカルワイド番組『宮地佑紀生の聞いてみや〜ち』にもゲスト出演した。